# توماس دود
توماس دود هو كاهن كاثوليكي كندي، ولد في 11 سبتمبر 1970 في لا شين في كندا.